# Phoma rhei
Phoma rhei är en lavart som först beskrevs av Ellis & Everh., och fick sitt nu gällande namn av Aa & Boerema 2002. Phoma rhei ingår i släktet Phoma, ordningen Pleosporales, klassen Dothideomycetes, divisionen sporsäcksvampar och riket svampar.   Inga underarter finns listade i Catalogue of Life.